# Hendrik Tui
Hendrik Tui (Auckland, 13 dicembre 1987) è un rugbista a 15 neozelandese internazionale per il Giappone; milita nel ruolo di terza linea ala nei Sungoliath in Top League.

## Biografia
Nato e cresciuto in Nuova Zelanda, Tui si trasferì in Giappone a diciannove anni per studiare medicina all'università di Tokyo. 
Iniziò la sua carriera come giocatore professionista debuttando in Top League con i Panasonic Wild Knights durante la stagione 2011-2012. Nel 2013 si trasferì nella squadra Suntory Sungoliath, con la quale vinse due edizioni del campionato giapponese.
Dal 2015 al 2017 Tui fece parte della franchigia australiana dei Reds militante in Super Rugby, competizione nella quale debuttò nel giugno 2015 nella partita contro i Chiefs.
Nel 2012 esordì a livello internazionale con il Giappone nell'incontro con Tonga; con la nazionale giapponese Tui partecipò alla Coppa del Mondo di rugby 2015 e vinse due campionati asiatici nel 2013 e nel 2014.

## Palmarès
- Top League: 2
Suntory Sungoliath: 2016-17, 2017-18
- Campionati asiatici : 2
Giappone: 2013, 2014